# Jutta Eming
Jutta Eming (* 1962) ist eine deutsche Germanistin und Hochschullehrerin.

## Leben
Von 1981 bis 1989 studierte sie Germanistik, Geschichte und Komparatistik an der FU Berlin (1989 Magister Artium). Nach der Promotion 1996 und der Habilitation 2003 im Fach Deutsche Philologie an der Freien Universität Berlin lehrte sie von 2007 bis 2009 als Assistant Professor of Medieval German Studies an der University of British Columbia in Vancouver. Seit 2010 ist sie Professorin (W3) für Ältere Deutsche Literatur und Sprache an der FU.
Ihre Forschungsschwerpunkte sind Romane des Hoch- und Spätmittelalters, geistliches Spiel, Novellistik, Gattungstheorie, Gender Studies, Theorien des Wunderbaren, Emotionalität in der Literatur des Mittelalters, Literatur und Wissen; Literatur und Abenteuer; Konzepte des Magischen in Kultur und Literatur des Mittelalters und der Frühen Neuzeit, Zeitlichkeit und Medievalismus und Nachhaltigkeit und kulturelles Erbe in den Geisteswissenschaften.

## Schriften (Auswahl)
- mit Ulrike Gaebel: Wie man zwei Rinder in ein Joch spannt. Zu Heinrich Bullingers ›Der christliche Ehestand‹. In: Maria E. Müller (Hrsg.): Eheglück und Liebesjoch. Bilder von Liebe, Ehe und Familie in der Literatur des 15. und 16. Jahrhunderts (= Ergebnisse der Frauenforschung. Band 14). Weinheim/Basel 1988, S. 125–154.
- Funktionswandel des Wunderbaren. Studien zum ‚Bel Inconnu‘, zum ‚Wigalois‘ und zum ‚Wigoleis vom Rade‘. Trier 1999, ISBN 3-88476-330-X.
- Emotion und Expression. Untersuchungen zu deutschen und französischen Liebes- und Abenteuerromanen des 12.–16. Jahrhunderts. Berlin 2006, ISBN 3-11-018525-3.
- Emotionen im ‚Tristan‘. Untersuchungen zu ihrer Paradigmatik. Göttingen 2015, ISBN 3-8471-0445-4.
- als Herausgeberin mit Ralf Schlechtweg-Jahn: Aventiure und Eskapade. Narrative des Abenteuerlichen vom Mittelalter zur Moderne. Göttingen 2017, ISBN 3-8471-0598-1.
- als Herausgeberin mit Kathryn Starkey: Things and Thingness in European Literature and Visual Art, 700–1600. Berlin 2022, ISBN 3-11-074232-2.